# Bülbül Hatun
Bülbül Hatun (in turco ottomano : بلبل خاتون lett. "uccello canoro"; 1448 circa – Bursa, 1515 circa) è stata una concubina del sultano ottomano Bayezid II.

## Biografia
Le sue origini, la sua data di nascita e il suo nome originale sono sconosciuti. Entro nell'harem di Bayezid quando questi era ancora Şehzade e governatore di Amasya.
Diede a Bayezid un figlio, Şehzade Ahmed, che Bayezid indicò come erede presunto, e almeno una figlia, Hundi Sultan.
Secondo la tradizione, seguì suo figlio quando gli venne assegnato un incarico come governatore alla salita al trono del padre nel 1481, seguendolo prima a Corum e poi ad Amasya.
In questi anni fu molto attiva nella carità e nella filantropia: costruì una moschea e un imaret a Ladik; una moschea, una madrasa e una fontana ad Amasya; una madrasa a Bursa e donato parte delle sue rendite alla moschea di Enderum. Dispose inoltre che, dopo la sua morte, l'amministrazione di queste opere passasse alle sue figlie e alle sue nipoti, un garanzia nel caso suo figlio non fosse riuscito ad ascendere al trono.
Nel 1510 suo figlio Ahmed, che pure era il favorito del padre, restò coinvolto in una lotta per il trono contro i fratellastri Selim e Korkut, e che gli inimicò il sultano, che iniziò a temere che il figlio volesse farlo assassinare per assicurarsi il trono.
Dalla lotta emerse vincitore Selim, che divenne il sultano Selim I. Conformemente alla Legge del Fraticidio, nei primissimi anni del suo regno ordinò l'esecuzione di tutti i suoi fratellastri e dei loro figli maschi.
Ahmed e i suoi sette figli vennero tutti giustiziati durante i primi cinque anni di regno di Selim.
Dopo la morte del figlio Bülbül dovette ritirarsi a Bursa, dove ottenne il permesso di costruire un mausoleo per il figlio.
Nel 1513 intercesse a favore di Fatma Sultan, figlia di uno dei fratellastri di Ahmed, Şehzade Mahmud, e suo marito Mehmed Celebi, sospettati di sedizione, e ne ottenne l'assoluzione.
Morì intorno al 1515 e fu sepolta nel complesso Muradiye insieme ad Ahmed.

## Discendenza
Da Bayezid, Bülbül ebbe almeno due figlie e un figlio: 
- Hatice Sultan (Amasya, 1463 - Bursa, 1500). Sposò il visir Muderis Kara Mustafa Pasha nel 1479 ed ebbe con lui un figlio e una figlia, Sultanzade Ahmed Bey e Hanzade Hanımsultan. Rimase vedova nel 1483, quando suo marito fu giustiziato con l'accusa di aver sostenuto la pretesa al trono di Şehzade Cem contro Bayezid. Hatice si risposò l'anno seguente con Faik Pasha, da cui ebbe un figlio, Sultanzade Mehmed Çelebi, e una figlia, Ayşe Hanımsultan, rimanendo vedova nel 1499. Morì nel 1500 e venne sepolta nel suo mausoleo, costruito dal figlio, a Bursa. Hatice costruì una moschea, una scuola e una fontana a Edirnekapi, Costantinopoli.
- Hundi Sultan (Amasya, 1464 - 1511). Nel 1484 sposò Hersekli Ahmed Pascià, da cui ebbe almeno due figli, Sultanzade Musa Bey e Sultanzade Mustafa Bey, e quattro figlie, Kamerşah Hanımsultan, Hümaşah Hanımsultan, Aynışah Hanımsultan e Mahdümzade Hanımsultan.
- Şehzade Ahmed (Amasya, 1466 - Yenişehir, 24 marzo 1513). Figlio favorito di Bayezid, fu giustiziato dal fratellastro Selim quando questi riuscì a prendere il trono. Aveva tre concubine note, sette figli e quattro figlie.